# Copa América 2028
Navigation
Édition précédente
La Copa América 2028 constitue la 49e édition de la Copa América, le principal tournoi international de la CONMEBOL.

## Choix du pays d'accueil
- Argentine

Selon Bolavip, la Conmebol envisagerait l'Argentine comme pays hôte ; la liste des stades qui accueilleraient le tournoi dans ce pays est déjà mentionnée. Buenos Aires : le Stade Monumental, La Bombonera, le Stade Libertadores de América-Ricardo Enrique Bochini et El Cilindro de Avellaneda, La Plata : Ville de La Plata, Córdoba : Mario Kempes, Mendoza : Malvinas Argentinas, Santa Fe : Cementerio de los Elefantes, Santiago del Estero : Mother of Cities, San Luis : Único de Villa Mercedes, San Juan : San Juan del Bicentenario. De plus, en 2021, on se souvient encore que ce pays devait accueillir la compétition, mais pour des raisons sanitaires liées à la pandémie, elle a finalement eu lieu au Brésil.
- Équateur

Selon l'ancien système de rotation préétabli de la CONMEBOL, l'Équateur (dont la dernière Coupe s'est déroulée en 1993) devait organiser l'événement. En février 2024, lors d'une réunion entre Alejandro Domínguez (président de la CONMEBOL) et le gouvernement de Daniel Noboa, ces derniers ont exprimé leur intérêt pour l'organisation de l'événement,.
Huit villes équatoriennes ont été proposées pour accueillir les équipes participantes et accueillir les matchs : Quito, Guayaquil, Manta, Cuenca, Machala, Ambato, Riobamba et Salinas ont été choisies par le gouvernement équatorien.
- États-Unis

Selon le média brésilien O Globo, il y aurait un contrat préalable entre la Conmebol et US Soccer pour que les États-Unis accueillent le tournoi lors des deux prochaines éditions, 2024 et 2028. Cependant, la tenue des Jeux Olympiques de Los Angeles 2028 dans ce pays rend nécessaire de reconsidérer la décision à un moment donné ; qu'elle soit développée en Amérique du Sud.

## Nations participantes
| Pays      | Participation(s) | Meilleur résultat                                                                                                   | Dernière participation (résultat obtenu) |
| --------- | ---------------- | --- | ---------------------------------------- |
| CONMEBOL  |                  | |                                          |
| Argentine | 44               | Vainqueur (16) · 1921, 1925, 1927, 1929, 1937, 1941, 1945, 1946, 1947, 1955, 1957, 1959 (1), 1991, 1993, 2021, 2024 | 2024 (Vainqueur)                         |
| Bolivie   | +29,             | Vainqueur (1) · 1963                                                                                                | 2024 (1er tour)                          |
| Brésil    | +38,             | Vainqueur (9) · 1919, 1922, 1949, 1989, 1997, 1999, 2004, 2007, 2019                                                | 2024 (Quart de finaliste)                |
| Chili     | +41,             | Vainqueur (2) · 2015, 2016                                                                                          | 2024 (1er tour)                          |
| Colombie  | +24,             | Vainqueur (1) · 2001                                                                                                | 2024 (Finaliste)                         |
| Équateur  | +31,             | Quatrième (2) 1959, 1993                                                                                            | 2024 (Quart de finaliste)                |
| Paraguay  | +39,             | Vainqueur (2) · 1953, 1979                                                                                          | 2024 (1er tour)                          |
| Pérou     | +34,             | Vainqueur (2) · 1939, 1975                                                                                          | 2024 (1er tour)                          |
| Uruguay   | +46,             | Vainqueur (15) · 1916, 1917, 1920, 1923, 1924, 1926, 1935, 1942, 1956, 1959 (2), 1967, 1983, 1987, 1995, 2011       | 2024 (Troisième)                         |
| Venezuela | +20,             | Quatrième (1) 2011                                                                                                  | 2024 (Quart de finaliste)                |